# Mike Waggoner
Mike Waggoner (* um 1940) ist ein US-amerikanischer Rock-’n’-Roll-Musiker aus Minnesota.

## Karriere
Mike Waggoner begeisterte sich bereits als Kind für Musik und begann im Alter von zehn Jahren, mit der Band seines Vaters zu spielen. Mit 13 trat er erstmals im Fernsehen auf und war in der folgenden Zeit auf verschiedenen regionalen Sendern zu sehen.
1956 gründete Waggoner seine erste Band. Zu dieser Zeit besuchte er die Richfield High School und gewann einige seiner Mitschüler für die Gruppe. Neben Waggoner (Gesang/Rhythmusgitarre) bestand die Band aus Waggoners Bruder Colin (Gesang/E-Gitarre), Dick Benedict (Gitarre), Doug Barton (Saxofon), Rusty Bates (Bass) und Lyle Gudmanson (Schlagzeug). An der St.-Richard's-Kirche in Richfield, Minnesota, fand der erste Auftritt statt. Waggoner taufte die Band The Bops, angelehnt an Gene Vincents Song Do the Bop. Zu dieser Zeit spielte man Rock ’n’ Roll und Rockabilly; das Repertoire bestand vornehmlich aus Coverversionen von Elvis Presley, Buddy Holly, Chuck Berry, Ricky Nelson, Fats Domino, Gene Vincent und anderen populären Rock-’n’-Roll-Stars. Da kein Mitglied zu dieser Zeit einen Führerschein besaß, wurde die Gruppe von den Eltern zu ihren Auftritten gefahren.
In den nächsten Jahren spielten Waggoner und die Bops in Minneapolis auf Veranstaltungen und kleinen Lokalitäten. Zwischen 1958 und 1959 formierte man sich um, da bis auf Waggoner und sein Bruder alle Musiker die Gruppe verließen. Als Ersatz kamen Sheldon Hasse als Bassist und John Lentz als Schlagzeuger, während die zweite Rhythmusgitarre und das Saxofon entfielen. Durch Sponsoren konnten Waggoner und die Bops ihre technische Ausstattung verbessern und wurden immer erfolgreicher. Mittlerweile wurde nicht nur in Minneapolis gespielt, sondern auch in großen Tanzhallen in Wisconsin, Minnesota, Iowa, North Dakota und South Dakota. Zudem warben die Bops in nationalen Zeitschriften für Gibson-Gitarren.
1962 machten Waggoner und die Bops in den Kay Bank Studios in Minneapolis unter der Produktion von Bing Bengston ihre ersten Aufnahmen. Von den zwölf Stücken wurde das Dale-Hawkins-Cover Baby Baby zusammen mit dem von Colin Waggoner komponierten Instrumentalstück Basher #5 von Bobby Vees Label Vee Records veröffentlicht. Die Single wurde in der Region Minneapolis zu einem lokalen Hit. Die nächsten zwei Jahre waren weiterhin von Tourneen durch den Mittleren Westen geprägt. Im Juli 1964 eröffneten Waggoner und die Bops das erste Konzert der Rolling Stones in Minneapolis. Zu dem Konzert kamen jedoch nur 300 Zuschauer, die weniger an den Rolling Stones interessiert waren.
Ebenfalls 1964 bekamen Waggoner und die Bops Angebote für Tourneen in Australien, Neuseeland und anderen Ländern, wo amerikanischer Rock ’n’ Roll weiterhin sehr beliebt war. Waggoner lehnte jedoch ab, da er bereits verheiratet war und zwei Kinder hatte. Die Bops brachen noch im selben Jahr auseinander; Ende 1964 spielten sie ihr letztes Konzert nahe Amery, Wisconsin.
Waggoner schlug daraufhin eine Karriere in Radio und Fernsehen ein. 1981 vereinigten sich die Bops für ein Reunion-Konzert im Medina Ballroom, bei dem auch andere frühere lokale Bands auftraten. Zwei Jahre später wurden von den niederländischen White Label Records eine große Anzahl alter Aufnahmen erstmals wiederveröffentlicht bzw. überhaupt kommerziell zur Verfügung gestellt. 2005 gründete Waggoner die Old School Rockers, bis er 2010 eine neue Rock-’n’-Roll- und Rockbilly-Band, Memphis Trax, zusammenstellte, mit der er bis heute in Minneapolis und St. Paul auftritt. 2008 wurden Waggoner und die Bops in die Midwest Music Hall of Fame aufgenommen. Im Herbst 2010 starb Waggoners Bruder Colin im Alter von 66 Jahren.

## Diskographie
| 1961                    | Baby Baby / Basher #5 | Vee 7002     |
| 1961                    | Baby Baby / Basher #5 | Vee 7007 S   |
| 1963                    | Blue Days Black Nights / Where and When | Dove Dr-1011 |
| Unveröffentlichte Titel | |              |
|                         | - Blues Stay Away from Me - Bye Bye Johnny - Can I Be Kind - Coming Up - Good Rockin' Tonight - Guitar Man - Hey Mama - Latn' Datn' Da Da - Three Little Pigs - Three Steps to Heaven - Work with Me Annie | Vee          |